# 阿瓦隆山
阿瓦隆山遊戲股份有限公司（英語：Avalon Hill Games Inc.）是美國戰爭遊戲和策略圖版遊戲遊戲出版公司，他們還推出微縮模型戰棋規則、角色扮演遊戲和體育模擬遊戲。Avalon Hill後為孩之寶所收購，以孩之寶遊戲子公司的身分營業。
Avalon Hill開創了許多現代娛樂戰棋遊戲概念，如在平面折疊板上疊加六邊形網格、控制区（ZOC）、同一網格放置多個單位，以及改編歷史事件。
Avalon Hill早在1980年就成為電腦遊戲商，將自家圖版遊戲改編至各類家用電腦。